# Catharinus Elling
Catharinus Elling (* 13. September 1858 in Kristiania; † 8. Januar 1942 in Oslo) war ein norwegischer Komponist, Volksmusiksammler, Musikkritiker und -pädagoge.

## Leben
Der einer musikalischen Familie entstammende Elling hatte ab dem sechsten Lebensjahr Klavierunterricht bei seiner Mutter. Nach einem Musikstudium 1874–75 studierte er an der Universität Oslo Geschichte mit den Nebenfächern Englisch und Französisch. In der Studienzeit entstanden seine ersten Kompositionen, von denen jedoch nur einige Lieder ohne Wort erhalten geblieben sind. Im Sommer 1877 begann er sein Studium am Leipziger Konservatorium, das er jedoch 1878 aus finanziellen Gründen abbrechen musste. Anfang der 1880er Jahre wurden seine ersten Kompositionen (durch den Sänger Thorvald Lammers und den Dirigenten Johan Svendsen) aufgeführt. 1883 erhielt er an der Universität Oslo sein Diplom im Fach Philologie.
Er begann als Musikrezensent beim Dagbladet und war 1884 bis 1886 Musikkritiker bei der Ny Illustreret Tidende. Edvard Grieg, dem er einige Kompositionen zugesandt hatte, äußerte sich 1885 in der Bergens Tidende sehr positiv über diese und führte einige seiner Romanzen bei einem Konzert auf. 1886 erhielt er mit Griegs Unterstützung ein A.C. Houens legat und besuchte in Berlin die Kompositionsklasse von Heinrich von Herzogenberg. Nah seiner Rückkehr nach Kristiania 1889 gab er einen Kompositionsabend, an dem sich seine Schwester, die Sängerin Jacoba, die Pianisten Erika Lie Nissen und Martin Ursin, der Sänger Thorvald Lammers und der Geiger Gustav Fredrik Lange beteiligten. Im Folgejahr führte Iver Holter seine Erste Sinfonie auf.
1889 heiratete Elling Ulrika Ramm und ging mit dieser nach Berlin. Dort entstand zwischen 1890 und 1894 sein größtes Werk, die Oper Kosakkerne. 1896 kehrte er nach Kristiania zurück, wo er bis 1908 Komposition am Konservatorium unterrichtete. Außerdem leitete er von 1891 bis 1901 die Drammens Sangforening. 1897 vollendete er hier drei weitere Hauptwerke, die Sinfonie in a-Moll, das Orchesterwerk Thema med Variationer und das Streichquartett in D-Dur.
Seit Ende der 1890er Jahre war Elling vor allem als Volksliedsammler aktiv. Er unternahm mehrere Reisen durch Norwegen, bei denen er mehr als 1400 Volkslieder aufnahm und veröffentlichte mehrere Bücher zur norwegischen Volksmusik. Elling war der Bruder des Ingenieurs und Erfinders Ægidius Elling.

## Werke

### Kompositionen
- Musikalske diktninger für Streichorchester, Oboe und zwei Hörner (1878)
- Klavertrio D-dur (1885)
- Symfoni i A-dur (1890)
- Kosakkene, Oper (1890–94)
- Evig für Chor, Text: Jens Peter Jacobsen (1892)
- Sonate  D-dur für Violine und Klavier (1894)
- Symfoni i a-moll (1897)
- Thema med variasjoner für Orchester (1897)
- Strykekvartett D-dur (1897)
- Kong Inge og Gregorius Dagssøn für Tenor Männerchor und Orchester, Text von Bjørnstjerne Bjørnson (1898)
- Kantate für gemischten Chor und Orchesterm Text von Jacob B. Bull (1899)
- Norsk suite (1903–04)
- Konsert for violin og orkester (1918)

### Schriften
- Vore folkemelodier (1909)
- Vore kjæmpeviser (1914)
- Vore slåtter (1915)
- Tonefølelse (1920)
- Norsk folkemusikk (1922)
- Strøbemerkninger til vor musikhistorie (1925)
- Vore religiøse folketoner (1927)
- Sprogforholdet inden vore folkemelodier (1930)
- Nye bidrag til belysning af norsk folkemusik (1933)